# Cymatoderma sclerotioides
Cymatoderma sclerotioides är en svampart som först beskrevs av Lloyd, och fick sitt nu gällande namn av D.A. Reid 1959. Cymatoderma sclerotioides ingår i släktet Cymatoderma och familjen Meruliaceae.   Inga underarter finns listade i Catalogue of Life.